# Michael Servet
Michel Servet (Spaans: Miguel Serveto; Latijn: Michael Servetus) (Villanueva de Sigena, 29 september 1511 - Genève, 25 oktober 1553) was een Spaanse arts en theoloog. Hij was vanaf 1540 lijfarts van de aartsbisschop van Vienne. Vanwege zijn antitrinitarische gedachtegoed werd Servet zowel in het katholieke Vienne als in het protestantse Genève ter dood veroordeeld.

## Levensloop
Servet studeerde rechten aan de universiteit van Toulouse. Daar kreeg hij onder anderen les van Jean de Cadurce, een dominicaan en rechtsgeleerde die in 1532 wegens zijn lutherse gedachtegoed werd terechtgesteld. Servet was aanwezig bij de kroning van Karel V tot koning en reisde in diens gevolg naar Duitsland. Servet was in dienst bij de keizerlijke biechtvader Quintana.
Servet ontwikkelde inzichten over de Drie-eenheid (Triniteit) die afweken van de kerkelijke leer.
Rond 1530 probeerde hij tevergeefs Johannes Oecolampadius hiervoor te winnen. In oktober van dat jaar ging Servet naar Straatsburg, waar hij Wolfgang Capito en Martin Bucer kende. Zijn werk De trinitatis erroribus publiceerde Servet in Hagenau (1531). De Raad van Bazel liet vele exemplaren van dit boek vernietigen. Bucer oordeelde over Servet dat men hem de "de ingewanden uit het lichaam zou moeten rukken".
Servet probeerde daarentegen zijn denkbeelden in Dialogi de trinitate (1532) verder te onderbouwen.
Later ging hij terug naar Frankrijk en woonde meestal in Parijs of Lyon en studeerde astrologie, wiskunde en geneeskunde. Ook maakte hij naam als geograaf door een heruitgave van het werk van Ptolemaeus.
Als arts en fysioloog onderscheidde Servet zich o.a. door zijn beschrijving van de kleine bloedsomloop.
Vanaf 1540 woonde Servet in Vienne. Daar joeg hij zowel de protestante als de katholieke kerkelijkheid tegen zich in het harnas door zijn in 1553 in Lyon verschenen geschrift Christianismi restitutio.
Servet aanvaardde de christelijke leer van de drie-eenheid niet: hij zag Jezus als een voorbeeldig mens en de Heilige Geest als een kracht. Servet vergeleek de drievuldigheid met een monster met drie koppen. Hij wilde niet weten van drie Personen binnen de Godheid, maar sprak van drie krachten. Mohammed noemde hij een echte hervormer die een terugkeer naar het pure monotheïsme predikte. Een Latijnse vertaling van de Koran was net beschikbaar gekomen. Servet verwierp ook de kinderdoop en Calvijns opvatting dat rechtvaardiging (zondeloos worden voor God) uitsluitend mogelijk zou zijn door geloof. Calvijn kon deze kritiek niet verwerken. In het conflict tussen de beiden speelden niet alleen ideologische tegenstellingen een rol maar ook persoonlijke. Calvijn had veel moeite met de in zijn ogen arrogante houding van Servet. Al op 3 februari 1546 schreef Calvijn aan Guillaume Farel dat hij het voornemen had Servet om te laten brengen zodra hij daar de gelegenheid voor zou hebben. ("Si venerit, modo valeat mea autoritas, vivum exire nunquam patiar") ("Wanneer hij hier komt, als mijn gezag ook maar iets waard is, zal ik niet toestaan dat hij levend vertrekt.")
Op 4 april 1553 liet de Inquisitie Servet aanhouden in Vienne. Al na enkele dagen wist hij te ontkomen uit de gevangenis, maar het ketterijproces ging door en hij werd op 17 juni bij verstek veroordeeld tot de dood. Hij en zijn boek werden in effigie verbrand. Ondertussen had Servet op de vlucht naar Italië een roekeloze tussenstop gemaakt in Genève. Daar woonde hij op zondag 13 augustus 1553 een dienst bij in de Madeleinekerk, die door Calvijn werd geleid. Hij werd er herkend en gevangengenomen. Servet werd voor de keuze gesteld om ofwel te worden uitgeleverd aan het katholieke bewind in Vienne of in het protestante Genève te worden berecht. Servet koos voor Genève. Het kwam tot een rechtszaak bij de Raad van Genève, een wereldlijke rechtbank. Daarbij dolf Servet het onderspit en werd tot ketter verklaard en vervolgens veroordeeld tot de brandstapel. Calvijn zou daarna nog gepleit hebben om deze straf te veranderen in onthoofding, wat als een mildere straf werd gezien. Dit werd echter geweigerd. Andere bronnen claimen dat Calvijn juist om een strengere straf vroeg, en dat het Servet zelf was die het verzoek om onthoofding deed.
Calvijn bezocht Servet in de gevangenis en heeft geprobeerd om Servet op andere gedachten te brengen. Op 25 oktober 1553 werd Servet levend verbrand, met een exemplaar van zijn Restitutio Christianismi aan zijn voeten. Genève had geen professionele beul. Bij de executie ging van alles mis en het sterven duurde lang. De geleerde humanist Sebastian Castellio was een van de eerste reformatoren die krachtige kritiek uitten op Calvijns rechtvaardiging van de terechtstelling van Michael Servet.

## Gedenktekens

### Champel

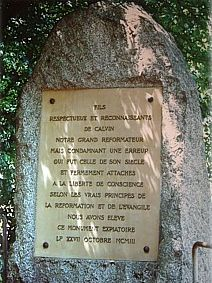
Monument voor Michel Servet, Champel (Zwitserland)

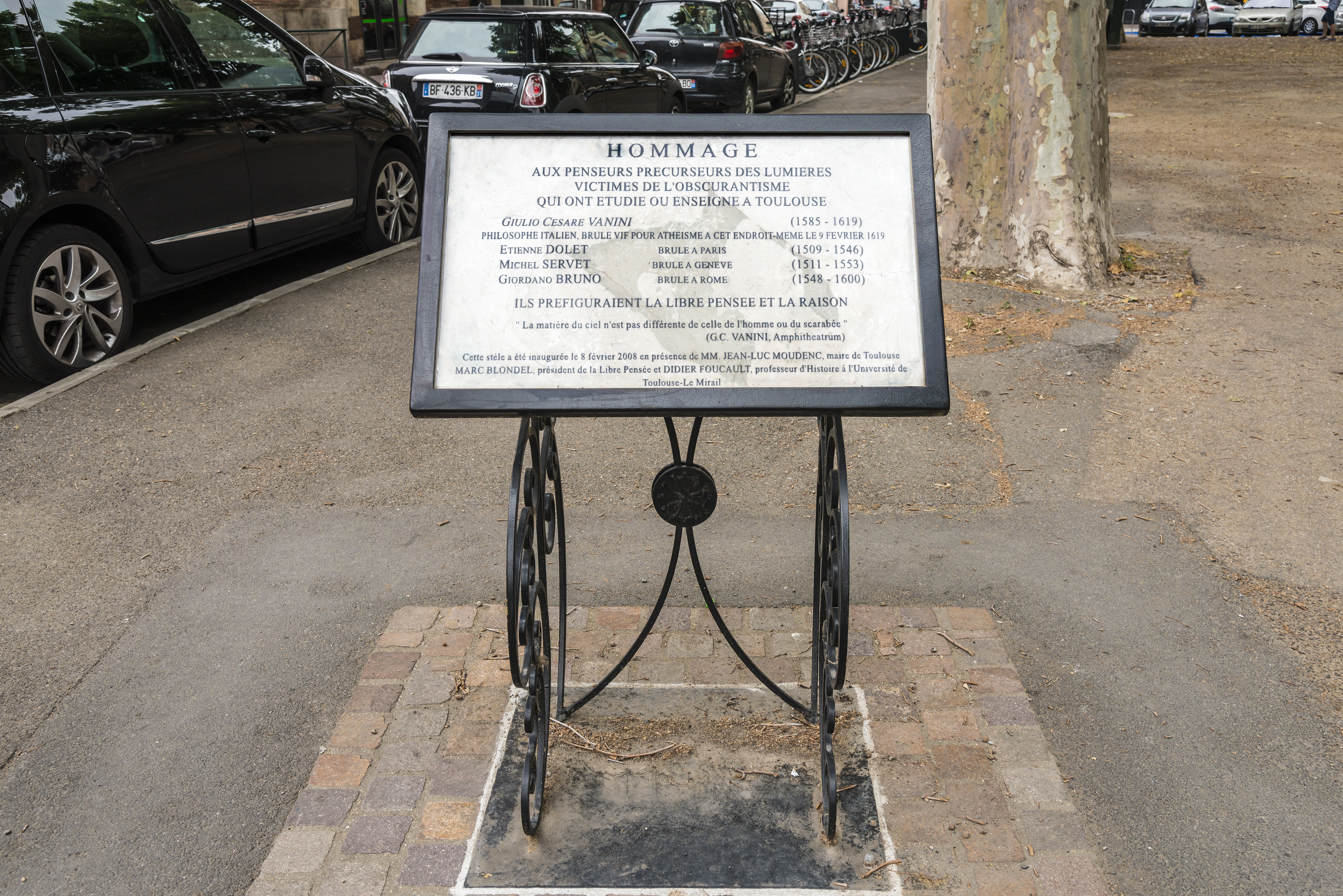
Gedenkplaat op de Place du Salin in Toulouse voor studenten en leraren aan de Universiteit van Toulouse die terechtgesteld werden: Lucilio Vanini, Étienne Dolet, Michel Servet en Giordano Bruno

In Champel, nabij Genève is op de plaats van de brandstapel een gedenkteken voor Servet opgericht, op 27 oktober 1903, 350 jaar na zijn executie.
Tijdens een internationaal congres van vrijdenkers in Genève 14 september-18 september 1902 deed de Spanjaard Pompeyo Gener (1848-1919) het voorstel om een monument voor Servet op te richten. Daartoe werd een internationale commissie in het leven geroepen. De gereformeerde kringen in Genève slaagden erin het project te saboteren. Zij richtten een eigen monument op. Dat was niet zozeer een gedenken van het lot van Servet alswel een verontschuldiging voor het handelen van Calvijn.
De inscriptie werd opgesteld door Émile Doumergue, hoogleraar aan de theologische faculteit van Montauban en overtuigd calvinist. De voorzijde luidt:
| Fils respectueux et reconnaissants de Calvin notre grand réformateur mais condamnant une erreur qui fut celle de son siècle et fermement attachés à la liberté de conscience selon les vrais principes de la Réformation et de l'Évangile nous avons élevé ce monument expiatoire le XXVII octobre MCMIII | Als eerbiedige en dankbare zonen van Calvijn onze grote hervormer die echter een fout veroordelen die eigen was aan zijn eeuw en vast verbonden met de vrijheid van geweten volgens de ware grondbeginselen van de reformatie en het evangelie hebben wij dit verzoeningsteken opgericht op 27 oktober 1903 |

Op de achterzijde van de steen staan slechts de geboorte- en sterfdatum van Servet en het kale feit van zijn executie op de brandstapel vermeld:
| Le XXVII octobre MDLIII mourut sur le bucher à Champel Michel Servet de Villeneuve d'Aragon né le XXIX septembre MDXI | Op 27 oktober 1553 stierf op de brandstapel in Champel Michael Servet uit Villanueva in Aragon geboren op 29 september 1511 |

### Annemasse
Een eigen gedenkteken voor Servet werd in 1908 op Frans grondgebied opgericht in de plaats Annemasse, op 8 km van het stadscentrum van Genève en 4 km van Champel.
Deze keer kwam het initiatief van een groep vrijzinnige unitarische christenen uit Genève en Frankrijk. Het monument was een bronzen beeld, ontworpen door Clotilde Roch (1861-1921). Dit werd tijdens de Tweede Wereldoorlog op 13 september 1941 op instigatie van met de nazi's collaborerende Franse Vichy-bewind verwoest. Volgens de overlevering heeft het Franse verzet daar toen een krans gelegd met de tekst: "Voor Michael Servet, het eerste slachtoffer van het fascisme".
Op 4 september 1960 werd in Annemasse een kopie van het bronzen beeld onthuld.

### Vernoemd
Er is in de Franse stad Vienne een gedenkteken voor hem. In enkele Spaanse steden is zijn naam aan een straat gegeven. In Ravenstein staat de protestantse Garnizoenskerk aan de Servetstraat en in Rhenen is een gelijknamige straat vernoemd. In de Spaanse stad Zaragoza draagt het academisch ziekenhuis zijn naam: Hospital Universitario Miguel Servet.